# Rick Aguilera
Richard Warren Aguilera (né le 31 décembre 1961 à San Gabriel, Californie, États-Unis) est un ancien lanceur droitier de baseball.
Il joue dans la Ligue majeure de baseball de 1985 à 2000 pour les Mets de New York, les Twins du Minnesota, les Red Sox de Boston et les Cubs de Chicago. D'abord lanceur partant avec les Mets, avec qui il remporte la Série mondiale 1986, il fait sa marque comme lanceur de relève avec les Twins du Minnesota, pour qui il évolue de 1989 à 1995, puis de 1996 à 1999. Il réalise 318 sauvetages en carrière, représente trois fois les Twins au match des étoiles et fait partie de l'équipe championne de la Série mondiale 1991.